# Marijan Beneš
Marijan Beneš, szerbül: Маријан Бенеш (Belgrád, 1951. június 11. – Banja Luka, 2018. szeptember 4.) amatőr Európa-bajnok jugoszláv ökölvívó.

## Pályafutása
Az 1973-as belgrádi Európa-bajnokságon kisváltósúlyban aranyérmes lett. Részt vett az 1976-os montréali olimpián is, de már az első mérkőzésén vereséget szenvedett. 1977 és 1983 között  37 profi mérkőzésen szerepelt, amelyből harmincat megnyert.
1992-ben, a boszniai háború idején megölték a testvérét. A harcokban Beneš is részt vett. 1995-ben a háború után Banja Luka elhagyására kényszerült, mert többször megfenyegették. Először Horvátországban, Medulinban és Zágrábban élt. 1996-ban visszatért Banja Lukába.

## Sikerei, díjai
- Európa-bajnokság
  - aranyérmes: 1973, Belgrád (kisváltósúly)